# Елкгарт (Канзас)
Елкгарт (англ. Elkhart) — місто (англ. city) в США, в окрузі Мортон штату Канзас. Населення — 1888 осіб (2020).

## Географія
Елкгарт розташований за координатами 37°0′14″ пн. ш. 101°53′39″ зх. д. / 37.00389° пн. ш. 101.89417° зх. д. (37.003755, -101.894210).  За даними Бюро перепису населення США в 2010 році місто мало площу 5,45 км², уся площа — суходіл.

### Клімат
| Клімат : Елкгарт                                          | Клімат : Елкгарт | Клімат : Елкгарт | Клімат : Елкгарт | Клімат : Елкгарт | Клімат : Елкгарт | Клімат : Елкгарт | Клімат : Елкгарт | Клімат : Елкгарт | Клімат : Елкгарт | Клімат : Елкгарт | Клімат : Елкгарт | Клімат : Елкгарт | Клімат : Елкгарт |
| Показник                                                  | Січ.             | Лют.             | Бер.             | Квіт.            | Трав.            | Черв.            | Лип.             | Серп.            | Вер.             | Жовт.            | Лист.            | Груд.            | Рік              |
| Абсолютний максимум, °C                                   | 28,3             | 30,6             | 32,8             | 35,6             | 40,0             | 43,3             | 43,3             | 42,2             | 40,6             | 35,6             | 32,8             | 29,4             | 43,3             |
| Середній максимум, °C                                     | 7,3              | 10,3             | 14,8             | 20,1             | 25,4             | 31,6             | 34,1             | 32,7             | 27,9             | 22,0             | 13,5             | 8,3              | 20,7             |
| Середній мінімум, °C                                      | −7,6             | −5,4             | −1,2             | 3,8              | 9,4              | 14,9             | 17,9             | 17,1             | 12,2             | 5,1              | −1,7             | −6,3             | 4,8              |
| Абсолютний мінімум, °C                                    | −30              | −27,8            | −27,8            | −13,3            | −6,1             | 0,6              | 7,2              | 6,1              | −3,9             | −14,4            | −21,7            | −27,8            | −30              |
| Норма опадів, мм                                          | 14               | 11               | 35               | 42               | 70               | 64               | 72               | 70               | 43               | 28               | 20               | 12               | 481              |
| Днів з опадами                                            | 3,3              | 3,1              | 5,2              | 5,4              | 7,8              | 7,4              | 7,3              | 6,9              | 5,2              | 3,7              | 3,6              | 3,1              | 62,0             |
| Днів зі снігом                                            | 2,3              | 2,0              | 1,5              | 0,4              | 0,0              | 0,0              | 0,0              | 0,0              | 0,0              | 0,2              | 1,0              | 1,9              | 9,3              |
| --------------------------------------------------------- | ---------------- | ---------------- | ---------------- | ---------------- | ---------------- | ---------------- | ---------------- | ---------------- | ---------------- | ---------------- | ---------------- | ---------------- | ---------------- |
| Джерело: National Oceanic and Atmospheric Administriation |                  |                  |                  |                  |                  |                  |                  |                  |                  |                  |                  |                  |                  |

## Демографія
Згідно з переписом 2010 року, у місті мешкало 2205 осіб у 856 домогосподарствах у складі 571 родини. Густота населення становила 404 особи/км².  Було 999 помешкань (183/км²).
Расовий склад населення:
| - 87,7 % — білих - 2,5 % — азіатів - 1,2 % — корінних американців - 0,1 % — чорних або афроамериканців - 6,8 % — осіб інших рас |

До двох чи більше рас належало 1,6 %. Частка іспаномовних становила 20,7 % від усіх жителів.
За віковим діапазоном населення розподілялося таким чином: 26,4 % — особи молодші 18 років, 56,0 % — особи у віці 18—64 років, 17,6 % — особи у віці 65 років та старші. Медіана віку мешканця становила 38,4 року. На 100 осіб жіночої статі у місті припадало 91,1 чоловіків;  на 100 жінок у віці від 18 років та старших — 89,2 чоловіків також старших 18 років.
Середній дохід на одне домашнє господарство  становив 52 648 доларів США (медіана — 45 000), а середній дохід на одну сім'ю — 62 299 доларів (медіана — 51 915). За межею бідності перебувало 10,8 % осіб, у тому числі 12,5 % дітей у віці до 18 років та 14,2 % осіб у віці 65 років та старших.
Цивільне працевлаштоване населення становило 937 осіб. Основні галузі зайнятості: освіта, охорона здоров'я та соціальна допомога — 26,0 %, сільське господарство, лісництво, риболовля — 22,2 %, роздрібна торгівля — 9,0 %, транспорт — 6,2 %.